# Lucas Vonlanthen
Lucas Vonlanthen (ur. 18 sierpnia 1981 w St. Gallen) – szwajcarski kombinator norweski. Reprezentant klubu SC Bühler. Srebrny i brązowy medalista mistrzostw świata juniorów w kombinacji norweskiej oraz medalista mistrzostw Szwajcarii w skokach narciarskich w konkursach drużynowych.
Vonlanthen w 1998 i 1999 roku stawał na podium konkursów drużynowych w ramach mistrzostw świata juniorów w kombinacji norweskiej. W Sankt Moritz zdobył brązowy medal wraz z Christophem Engelem, Rogerem Kamberem i Andreasem Hartmannem, natomiast w Saalfelden am Steinernen Meer zdobył srebro z Ronny Heerem, Pascalem Meinherzem i Andreasem Hartmannem.
Uczestniczył w mistrzostwach świata rozegranych w 1999 roku w Ramsau, gdzie w zawodach indywidualnych uplasował się na 50. miejscu.
Vonlanthen brał również udział w konkursach Pucharu Kontynentalnego w skokach narciarskich. 11 lutego 2001 w Titisee-Neustadt zajął 44. miejsce po skokach na odległości 112 i 109 m. W sezonie 2004/2005 wziął udział w dwóch konkursach w Engelbergu. W pierwszym z nich został zdyskwalifikowany, a w drugim zajął trzecie miejsce, przegrywając z Pawłem Urbańskim i Erikiem Simonem.
Szwajcar zdobywał również srebrne medale w konkursach mistrzostw swojego kraju w skokach narciarskich wraz z zespołem Ostschweizer Skiverband. W 2004 i 2005 roku w składzie z Guido Landertem, Pascalem Meinherzem i Simonem Ammannem oraz w 2007 roku z Landertem, Ammannem i Pascalem Egloffem. W lipcu 2006 zajął 13. miejsce w konkursie indywidualnym, tracąc do zwycięzcy zawodów Andreasa Küttela 62 punkty.

## Osiągnięcia

### Mistrzostwa świata
- Indywidualnie
  - 1999  Ramsau – 50. miejsce (sprint K-90/7,5 km)

### Mistrzostwa świata juniorów
- Indywidualnie
  - 1998  Sankt Moritz – brązowy medal (sztafeta K-95/3x5 km)
  - 1999  Saalfelden am Steinernen Meer – srebrny medal (sztafeta K-89/3x5 km)

### Puchar Świata

#### Miejsca w klasyfikacji generalnej
- sezon 1998/1999: 51.
- sezon 2003/2004: 46.
- sezon 2004/2005: 59.

### Puchar Kontynentalny(Puchar Świata B)

#### Miejsca w klasyfikacji generalnej
- sezon 1997/1998: 61.
- sezon 1998/1999: 64.
- sezon 1999/2000: 54.
- sezon 2000/2001: 19.
- sezon 2002/2003: 39.
- sezon 2003/2004: 4.
- sezon 2004/2005: 24.
- sezon 2005/2006: 9.
- sezon 2006/2007: 48.

### Letnie Grand Prix

#### Miejsca w klasyfikacji generalnej
- 1999: 9.
- 2000: 12.
- 2004: 5.